# Trenton (New Jersey)
Vieux bastion industriel, la ville de Trenton est la capitale de l’État du New Jersey, aux États-Unis. Elle est aussi le siège du comté de Mercer.

## Géographie
Trenton est située exactement au centre de l’État. À l'ouest, la ville est bordée par le fleuve Delaware, qui marque la frontière entre la Pennsylvanie et le New Jersey. Trenton est située à 50 km au nord-est de Philadelphie et à 120 km au sud-ouest de New York.
La municipalité s'étend sur 8,16 milles carrés (21,13 km2), dont 0,51 milles carrés (1,32 km2) d'étendues d'eau.

## Histoire
Trenton est l'une des trois villes dans laquelle la Déclaration d'indépendance des États-Unis a été officiellement lue en 1776 ; les deux autres étant Philadelphie et Easton. Pendant la guerre d’Indépendance américaine, Trenton a été le site de la bataille de Trenton. Les 25 et 26 décembre 1776, George Washington et son armée traversent la rivière Delaware glacée jusqu’à Trenton, où ils battent les troupes hessoises qui y étaient en garnison.
Elle devient la capitale du New Jersey le 25 novembre 1790. Deux ans plus tard, elle devient une municipalité avec le statut de city (13 novembre 1792). Au cours du XIXe siècle, la ville s'agrandit et annexe plusieurs municipalités voisines.
La ville est nommée en l'honneur de William Trent, propriétaire des terres sur lesquelles elle fut fondée.

## Démographie
| Groupe            | Trenton | New Jersey | États-Unis |
| ----------------- | ------- | ---------- | ---------- |
| Afro-Américains   | 52,0    | 13,7       | 12,6       |
| Blancs            | 26,6    | 68,6       | 72,4       |
| Autres            | 15,3    | 6,4        | 6,2        |
| Métis             | 4,1     | 2,3        | 2,9        |
| Asiatiques        | 1,2     | 8,6        | 4,8        |
| Amérindiens       | 0,7     | 0,3        | 0,9        |
| Océaniens         | 0,1     | -          | 0,2        |
| Total             | 100     | 100        | 100        |
|                   |         |            |            |
| Latino-Américains | 33,7    | 17,7       | 16,7       |

Selon l’American Community Survey, pour la période 2011-2015, 61,87 % de la population âgée de plus de 5 ans déclare parler l'anglais à la maison, 32,23 % déclare parler l'espagnol, 1,13 % un créole français, 1,03 % le polonais, 1,00 % le français et 2,75 % une autre langue.

## Économie

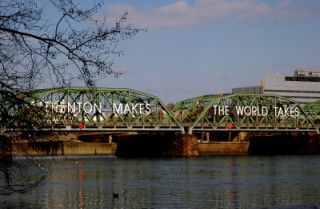
Le pont de Trenton est l'un des symboles du dicton "Trenton Makes".

De la fin du XIXe siècle au début du XXe siècle, Trenton était l'un des bastions industriels de l'Etat. On retrouve un témoignage du slogan de la ville, Trenton Makes, The World Takes, sur le pont de Lower Free Bridge (au nord du pont à péage de Trenton–Morrisville). La ville avait adopté ce slogan en 1917, par allusion au poids dominant de Trenton dans l’industrie des élastomères, les câbleries, la céramique et le tabac. Les câbleries John A. Roebling ont approvisionné les chantiers des plus célèbres ponts suspendus américains de l'époque : le pont de Brooklyn, le pont George Washington et le pont du Golden Gate. Trenton possédait la plus grande usine de luminaires aux normes américaines.
- Central Delaware Valley AVA Appellation vitivinicole du New Jersey et de Pennsylvanie.

## Transport
- Aéroport de Trenton-Mercer